# Belgian Open 1987
Il Belgian Open 1987  è stato un torneo di tennis giocato sulla terra rossa. È stata la 1ª edizione del torneo, che fa parte del Virginia Slims World Championship Series 1987. Si è giocato a Knokke in Belgio, dal 6 al 12 luglio 1987.

## Campionesse

### Singolare
Kathleen Horvath ha battuto in finale  Bettina Bunge con il punteggio di 6–1, 7–6

### Doppio
Bettina Bunge /  Manuela Maleeva hanno battuto in finale  Kathleen Horvath /  Marcella Mesker con il punteggio di 4–6, 6–4, 6–4